# Mara Branković
Mara Branković (Marija, Mara Hatun, turski Mara Brankoviç) (Vučitrn – 14. rujna 1487.) bila je kći Đurđa Brankovića i Irene Kantakouzene te žena osmanskog sultana Murata II. Bila je pravoslavka.
Zaručena je 1431., a udala se za Murata 4. rujna 1435. Mara je osmanskom sultanu u miraz donijela Dubočicu i Toplički okrug. 
Poznato je da je bila sestra Grgura, Stefana i Lazara.
Nakon smrti Murata, Mara se vratila u Srbiju svom ocu. 
Odbila je bračnu ponudu bizantskog cara Konstantina XI.
Mara je 1457. godine pobjegla u Osmansko Carstvo. U Osmanskom Carstvu velikodušno ju je primio njen posinak, sultan Mehmed II., koji ju je tretirao kao majčinsku figuru. Imala je vlastiti dvor u Ježevu, ali je bila prisutna i na sultanovom dvoru. 